# Giovanni Corrao
Pour les articles homonymes, voir Corrao.
Giovanni Corrao (né à Palerme, le 27 novembre 1822, assassiné à Palerme, le 3 août 1863) est un charpentier, un militaire et un patriote italien.

## Biographie

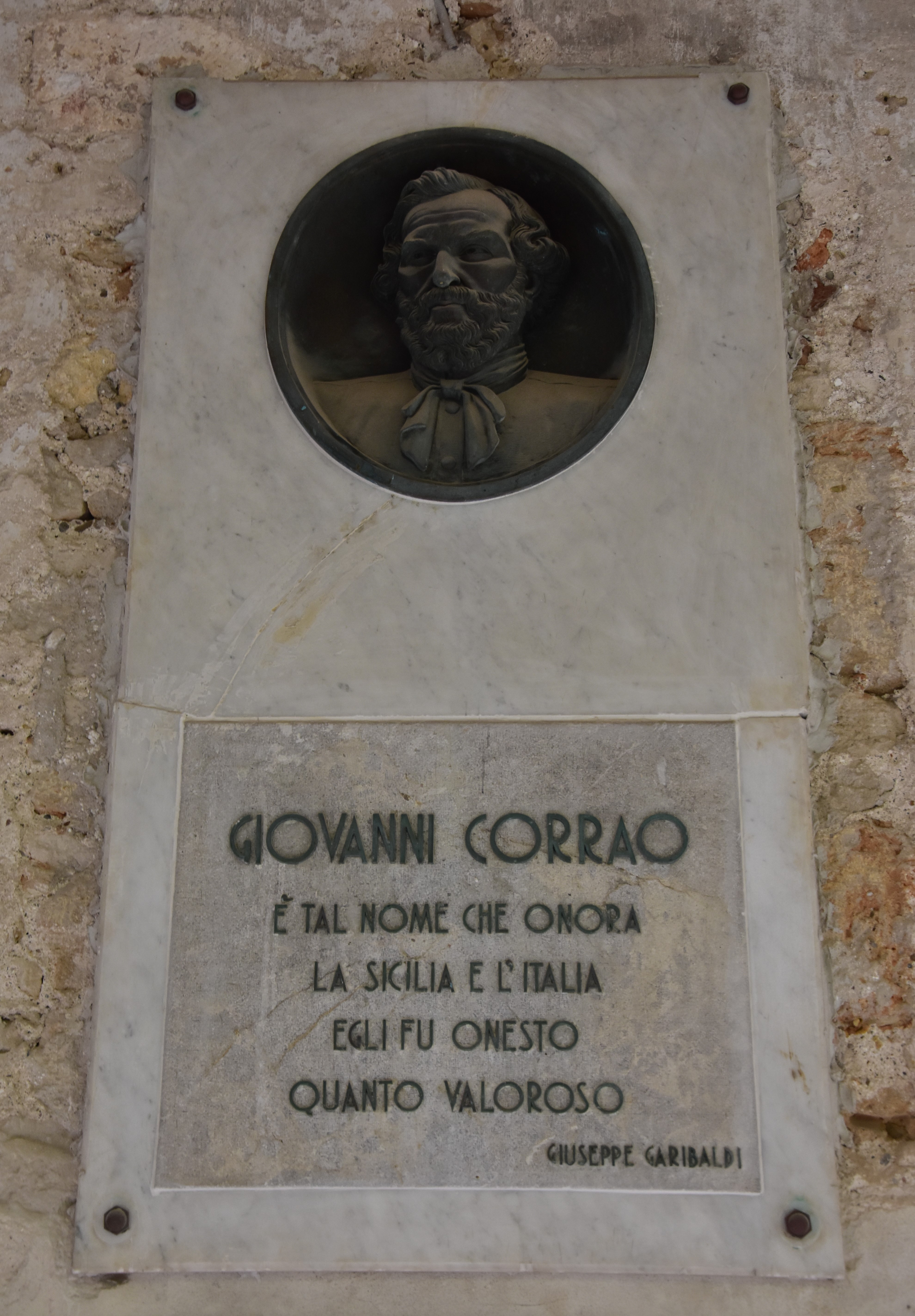
Monument funéraire dans le cloître de San Domenico

D'origine humble, il est charpentier dans le port de Palerme, il a une profonde aversion pour les Bourbons qui règne sur le royaume des Deux-Siciles, aussi il organise diverses conspirations contre eux.
Après avoir été emprisonné et exilé, en 1858, il échange une correspondance importante avec Rosolino Pilo, avec qui il organise une expédition en Sicile. Le 12 avril 1860, ils débarquent tous les deux à Messine à bord de la tartane viareggiane « Madonna del Soccorso » (la Madone du Secours) et ils se rendent, ensuite, à Palerme. En attendant l’arrivée de Giuseppe Garibaldi, ils recrutent des volontaires.
Au cours de l'Expédition des Mille, il combat durant toute la campagne, prenant le poste  de Pilo après sa mort lors de la prise de Palerme. Il est nommé général par Garibaldi, avec lequel il combat à Aspromonte.
Après l'unité de l'Italie, il prend le grade de colonel dans l’armée d'Italie, poste dont il démissionne peu de temps après, en raison de son opposition à la politique du gouvernement piémontais en Sicile.
Il retourne à Palerme où il dirige la section du parti d'action revendiquant pleinement une ambition républicaine et sensible aux revendications des classes populaires, face à Crispi allié à la frange bourgeoise et aristocratique des libéraux.
Corrao échappe à plusieurs attaques, possiblement organisées par la questure qui aurait craint sa capacité d'organiser à l'occasion de l'anniversaire de la bataille de l'Aspromonte une révolte réunissant milieux populaires, réfractaires au service militaire, bourbonistes et pègre locale. Il est assassiné par la mafia le 3 août 1863.
Sa mort bouleverse les Palermitains qui ferment des magasins et tendent des tissus noirs sur les balcons en signe de deuil. La proposition de l'inhumer dans le panthéon de l'église San Domenico est fortement contesté, son corps est alors déposé dans l'église des Capucins, avant d'être transféré dans le cloître de San Domenico cent ans plus tard.
Le crime reste impuni, mais c'est au cours de cette enquête que le terme « mafia » est utilisé pour la première fois dans l'histoire du royaume d'Italie.

## Sources
- (it) Cet article est partiellement ou en totalité issu de l’article de Wikipédia en italien intitulé « Giovanni Corrao » (voir la liste des auteurs).